# Edgeley Park
 (avril 2025).
Edgeley Park est une enceinte sportive anglaise destinée au football et au rugby à XV.
Localisée à Edgeley, dans la banlieue de Stockport, elle-même dans la proche banlieue de Manchester, c'est une arène de 10 852 places utilisée par l'équipe de football de Stockport County Football Club.

## Histoire
Ce stade fut inauguré en 1891 pour le rugby puis Stockport County FC y introduit le football à partir du 13 septembre 1902. Le record d'affluence est de 27 833 payants à l'occasion du match de football Stockport-Liverpool FC en FA Cup le 11 février 1950. Le système d'éclairage pour les matchs en nocturne est installé le 16 octobre 1956.
Le stade reçoit les matchs du club de rugby à XV des Sale Sharks entre 2003 et 2012.

## Tribunes
- Robinson's Brewery Stand (Cheadle End) - 5 200 places
- Stockport Express Stand (Main Stand) - 2 100 places
- Vernon Building Society Stand (Popular Side) - 2 000 places
- Shotton Paper Stand (Railway End) - 1 550 places